# Sarritor knipowitschi
Sarritor knipowitschi és una espècie de peix pertanyent a la família dels agònids.

## Descripció
- Fa 14,4 cm de llargària màxima.[5][6]

## Hàbitat
És un peix marí, demersal i de clima temperat que viu entre 30 i 190 m de fondària.

## Distribució geogràfica
Es troba al Pacífic nord-occidental: el sud del mar d'Okhotsk i el nord del mar del Japó.

## Observacions
És inofensiu per als humans.